# Moon Jae-in
Moon Jae-in (, * 24. Januar 1953 in Geoje) ist ein südkoreanischer Politiker der sozialliberalen Deobureo-minju-Partei, in Kurzform Minju-Partei genannt, und war vom 10. Mai 2017 bis zum 10. Mai 2022 der 12. Präsident des Landes. Der Menschenrechtsanwalt hatte für den früheren Präsidenten Roh Moo-hyun gearbeitet und war 2012 als Kandidat bei der Präsidentschaftswahl Park Geun-hye unterlegen. Moon setzte sich unter anderem für eine Annäherung seines Landes und Nordkoreas ein.

## Leben und Studium
Moon wurde in Geoje geboren. Sein Vater war aus Nordkorea geflüchtet und arbeitete während des Korea-Krieges im Kriegsgefangenenlager Geoje. Moon studierte nach dem Schulabschluss Rechtswissenschaften an der Kyung-Hee-Universität. Wegen seiner Beteiligung an Protesten gegen die Yushin-Verfassung wurde er zeitweise der Universität verwiesen. Später konnte er nach Ableistung des Militärdienstes sein Hochschulstudium abschließen und wurde Rechtsanwalt. Gemeinsam mit dem späteren Staatspräsidenten Roh Moo-hyun eröffnete er eine Anwaltskanzlei in Busan, die sich in Menschenrechts- und Bürgerrechtsfragen engagierte. Moon Jae-in ist bekennender Katholik.

## Mitarbeiter Rohs
Im Jahr 2002 leitete er Rohs Kampagne für die Präsidentschaftswahl und bekleidete nach dessen Wahlsieg zwischen 2003 und 2008 führende Positionen im Blauen Haus, unter anderen das Amt des Stabschefs. Während des Amtsenthebungsverfahrens gegen den Präsidenten im Jahr 2004 war er einer seiner rechtlichen Vertreter. Nach dem Tod Rohs 2009 kümmerte sich Moon um dessen persönliche Angelegenheiten.

## Parteipolitik und Präsidentschaftskandidatur 2012
Politisch wurde Moon im April 2012 wieder aktiv, als er zum Abgeordneten der größten Oppositionspartei Minju-tonghap-Partei in der Nationalversammlung (Gukhoe) gewählt wurde. Zwei Monate später kündigte er seine Kandidatur für die Präsidentschaftswahl in Südkorea 2012 an. Er siegte bei der Vorwahl der Minju-tonghap-Partei und wurde so deren Kandidat, unterlag jedoch bei der Hauptwahl im Dezember Park Geun-hye, der Kandidatin der regierenden damaligen Saenuri-Partei, mit 3,6 Prozentpunkten.
Von Februar 2015 bis Januar 2016 war Moon Jae-in Vorsitzender der Neuen politischen Allianz für Demokratie – der heutigen Minju-Partei als Nachfolgerin der Minju-tonghap-Partei.

## Präsident Südkoreas ab 2017
Am 24. März 2017 gab er bekannt, für die Minju-Partei bei der Präsidentschaftswahl am 9. Mai 2017 zu kandidieren. Am 3. April siegte er bei den parteiinternen Vorwahlen mit 57 % der Stimmen und wurde zum offiziellen Kandidaten. Laut verschiedenen Umfragen lag er knapp vor seinem ehemaligen Parteikollegen Ahn Cheol-soo, dem Kandidaten der zentristischen Gungminui-Partei, und führt damit die Kandidatenliste. Nachdem er von der Wahlkommission mit 40,7 % zum Sieger erklärt worden war, trat er am 10. Mai 2017 sein Amt an. Er setzte sich für eine Verständigung mit Nordkorea ein und hatte eine größere Distanz zu den Vereinigten Staaten angekündigt. Wichtig waren ihm auch die Verbesserung von Arbeitsbedingungen und die Erhöhung des Mindestlohns.
Moons Zustimmungsraten lagen nach seinem Amtsantritt zeitweise bei über 80 %, sanken jedoch bis Mai 2019 auf nahezu die Hälfte ab. Im Zuge der COVID-19-Pandemie in Südkorea konnte Moon diese Werte kurzfristig rehabilitieren. Dies wirkte sich vor allem positiv auf das Wahlergebnis seiner Partei bei der Parlamentswahl in Südkorea 2020 aus. Im Juli dagegen fielen Moons Zustimmungswerte erneut auf niedrigsten Wert in neun Monaten, aufgrund von Kontroversen über den Tod des Bürgermeisters von Seoul Park Won-soon, der Moons Partei angehörte sowie seine Politik bezüglich des Immobilienmarkts und Nordkorea.
Nach dem innerkoreanischen Gipfeltreffen im September 2018 in Pjöngjang schenkte Kim Jong-un Moon zwei Pungsan-Jagdhunde mit den Namen Songkang und Gomi.